# Pierre Lepori
Lou Lepori o Pierre Lepori (Lugano, 26 novembre 1968) è uno scrittore, traduttore, regista teatrale saggista e giornalista svizzero.
Cresciuto in Ticino (di padre svizzero e madre di origini marchigiane), si laurea in Lettere all'Università di Siena e consegue un dottorato a Berna in Theaterwissenschaft; ha diretto la redazione italiana del Dizionario Teatrale Svizzero (Chronos Verlag, 2005). Giornalista culturale per la Radio della Svizzera Italiana e per la Radio Suisse Romande, è stato redattore della rivista di scambi culturali Viceversa e insegna all'Università di Ginevra.
Ha esordito come poeta nel 2003, con Qualunque sia il nome (introduzione di Fabio Pusterla), ottenendo il Premio Schiller. È traduttore dal e verso il francese (Monique Laederach, Gustave Roud, Claude Ponti, Leopoldo Lonati,  Mathilde Vischer, Sandro Penna) e narratore. Il suo secondo romanzo, Sessualità è stato pubblicato contemporaneamente in versione italiana, francese e tedesca (un quarto volume alterna le tre lingue, parlate a turno dai tre protagonisti). Come saggista, si è occupato di teatro (Alberto Canetta, Luigi Pirandello), letteratura (Philippe Rahmy) e Gender Studies.
Dal 2015 al 2017 ha seguito, senza diplomarsi, un master di regia alla Manufacture (Scuola universitaria professionale delle arti sceniche di Losanna) e firmato gli spettacoli Sans peau (2016, adattamento del suo romanzo d’esordio), Les Zoocrates di Thierry Besançon (prima mondiale all'Opera de Losanna, con François Renou), Klaus Nomi Projekt (2018-20), Le Voyageur insomniaque (Sandro Penna), 2022 e 2024).
Persona apertamente queer e nonbinary, ha fondato nel 2008 a Losanna il semestrale di letteratura e riflessione queer Hétérographe, revue des homolittératures ou pas: (2009-2013) e realizzato un podcast sul proprio cambiamento di nome (2022). Ha ricevuto nel 2022 il Premio Lilly Rocchetti della Società Autrici e Autori svizzera.

## Opere

### Poesia
- Canto oscuro e politico, in Quaderni italiani di poesia contemporanea, a.c. di Franco Buffoni, Milano, Marcos y Marcos, 2001.
- Qualunque sia il nome, introduzione di Fabio Pusterla, Bellinzona, Casagrande, 2003.
- Fr. : Quel que soit le nom, traduit de l’italien par Mathilde Vischer, Losanna, Éditions d'en bas, 2010[33]
- Engl.: Wathever The Name, poems, translated by Peter Valente, New-York, Spuyten Duyvil, 2017.
- Vento, introduzione di Stefano Raimondi, Faloppio, LietoColle Libri, 2004.
- Di rabbia / De rage, versione francese di Mathilde Vischer, Bellinzona, Edizioni Sottoscala, 2010.
- Strade bianche, Novara, Interlinea, 2013.
- Quasi amore, Bellinzona, Edizioni Sottoscala, 2018.
- Engl.: Almost Love, poems, translated by Peter Valente, Toronto, Guernica Editions, 2022.

### Prosa
- Grisù, Bellinzona, Casagrande, 2007.
- Sessualità, Bellinzona, Casagrande, 2011, versione originale italiana.
- Sexualité, Losanna, Editions d'en bas, 2011, versione originale francese.
- Sexualität, Biel, Verlag die Brotsuppe, 2011, traduzione tedesca di Jacqueline Aerne.
- Sexualität, Bellinzona/Losanna/Biel, Casagrande/Editions d'en bas,/Verlag die Brotsuppe, 2011, versione trilingue (capitoli tedeschi tradotti dal francese e dall'italiano da Jacqueline Aerne).
- Sans peau, Losanna, Editions d'en bas, 2013, versione francese di Grisù.
- Come cani, Milano, Effigie, 2015.
- Comme un chien, Losanna, Editions d'en bas, 2015.
- Nuit américaine, Losanna, Editions d'en bas, 2018.
- Klaus Nomi Projekt, Losanna, Editions HumuS, 2018 (libro+CD con Cédric Leproust, Marc Berman, Albertine Zullo)
- Effetto notte, Milano, Effigie, 2019.
- Corpi, Milano, Effigie, 2024.
- Corps perdus, Vevey, La Veilleuse, 2025.

### Saggistica
- Alberto Canetta. La traversata del teatro, prefazione di Paolo Di Stefano, DVD a cura delle Teche RTSI, Bellinzona/Basilea, Casagrande/Theaterkultur Verlag, 2007.
- Il teatro nella Svizzera italiana. La generazione dei fondatori (1932-1987), Bellinzona, Casagrande, 2008.
- Wolf in translation, in Louis Wolfson, cronache da un pianeta infernale, a cura di Piero Barbetta, Roma, Manifestolibri, 2014.
- Obscenity is joyous: il ritorno del rimosso sulla scena occidentale, in Disgusto e desiderio. Enciclopedia dell’Osceno, a cura di Martino Doni, Milano, Medusa, 2015.
- Queer in translation, in La traduction comme création / Translation and creativity, a cura di Martine Hennard Dutheil de la Rochère etIrene Weber Henking, Losanna, Centre de Traduction Littéraire, 2016.
- "Creare, crearsi": Pirandello queer, in Pirandello tra presenza e assenza. Per una mappatura internazionale di un fenomeno culturale, a cura di Paola Casella e Thomas Klinkert, Berna, Peter Lang, 2020, pp. 277–300.
- Le Théâtre de Luigi Pirandello, Losanna, Ides & Calendes, 2020.
- Philippe Rahmy, le voyageur de cristal, Ginevra, Éditions Double-Ligne, 2023[34].

### Traduzioni
- Anne-Lou Steininger, Il teatro delle mosche, Losanna, SSA, 1998.
- Anne Cunéo, Ofelia dei quartieri bassi, Losanna, SSA, 2001.
- Monique Laederach, Voci sparse d'ombra, Milano, Marcos y Marcos, 2004.
- Gustave Roud, Requiem e altre prose poetiche, Novara, Interlinea, 2006.
- Claude Ponti, Catalogo dei genitori, per i bambini che vogliono cambiarli, Milano, Babalibri, 2010.
- Leopoldo Lonati, Les Mots que je sais, con Mathilde Vischer, Losanna, Editions d'en bas, 2014.
- Disaccordati accordi. Quattro poeti svizzeri contemporanei, cura e traduzione di Anna Ruchat et Pierre Lepori, Livorno, Valigie Rosse, 2015.
- Sandro Penna, Poesie / Poèmes (1973), prefazione di Roberto Deidier, Losanna, Éditions d'en bas, 2022.
- Mathilde Vischer, Lisières / Margini, prefazione di Fabio Pusterla, immagini di Muriel Zeender, Bellinzona, Sottoscala, 2023.
- Philippe Rahmy, La trilogia del ritorno, con Luciana Cisbani e Monica Pavani, Milano, Effigie, 2025.

### Teatro
- Sans peau, Losanna, testo e regia, Théâtre 2.21, marzo-aprile 2015.
- Thierry Besançon, Les Zoocrates, Opéra de Lausanne, (con François Renou), aprile-maggio 2017.
- Luigi Pirandello, Se Trouver, Losanna, La Manufacture, settembre 2018.
- Klaus Nomi Projekt, testo e regia, Losanna, Festival InCité, 2018 (tournée 2020-21).
- Le Voyageur insomniaque (Sandro Penna), testo e regia, Losanna, Théâtre 2.21, gennaio 2022[35], 2024 (Théâtre Pulloff[36]).